# Joseph Germer-Durand
Pour les articles homonymes, voir Germer et Durand.
Le père Joseph Germer-Durand (Nîmes, 1845 - San Remo, 1917) est un religieux assomptionniste et archéologue français.

## Biographie

### Une famille enracinée dans l'Assomption des origines
Son père, Eugène Germer-Durand (1812-1880) a renoncé à une carrière universitaire pour épauler le P. Emmanuel d’Alzon, vicaire général du diocèse de Nîmes (1810-1880), dans la rénovation de la Maison de l’Assomption, pension scolaire sur le déclin.
Sa mère, Cécile, est fille du peintre Jean Vignaud. Elle-même artiste, elle transmit à son fils Joseph ses goûts artistiques et son talent pour le dessin. Les deux autres enfants, François et Jean perpétuèrent les valeurs familiales, le premier dans l’architecture, le second dans l’armée.

### Religieux assomptionniste
Joseph Germer-Durand, après ses études au Collège à Nîmes (1852-1863), entre au noviciat de l’Assomption, prononce ses vœux perpétuels entre les mains du Père d’Alzon le 8 septembre 1865. Il prend part en 1882 au premier pèlerinage assomptionniste en Terre Sainte dont il décrit avec adresse les innombrables péripéties. Nommé en 1887 à Jérusalem, il fait part de ses découvertes dans toutes les revues qui s’intéressent à la science encore neuve de l’archéologie.

### Au pays de la Bible, à Jérusalem de 1887 à 1913

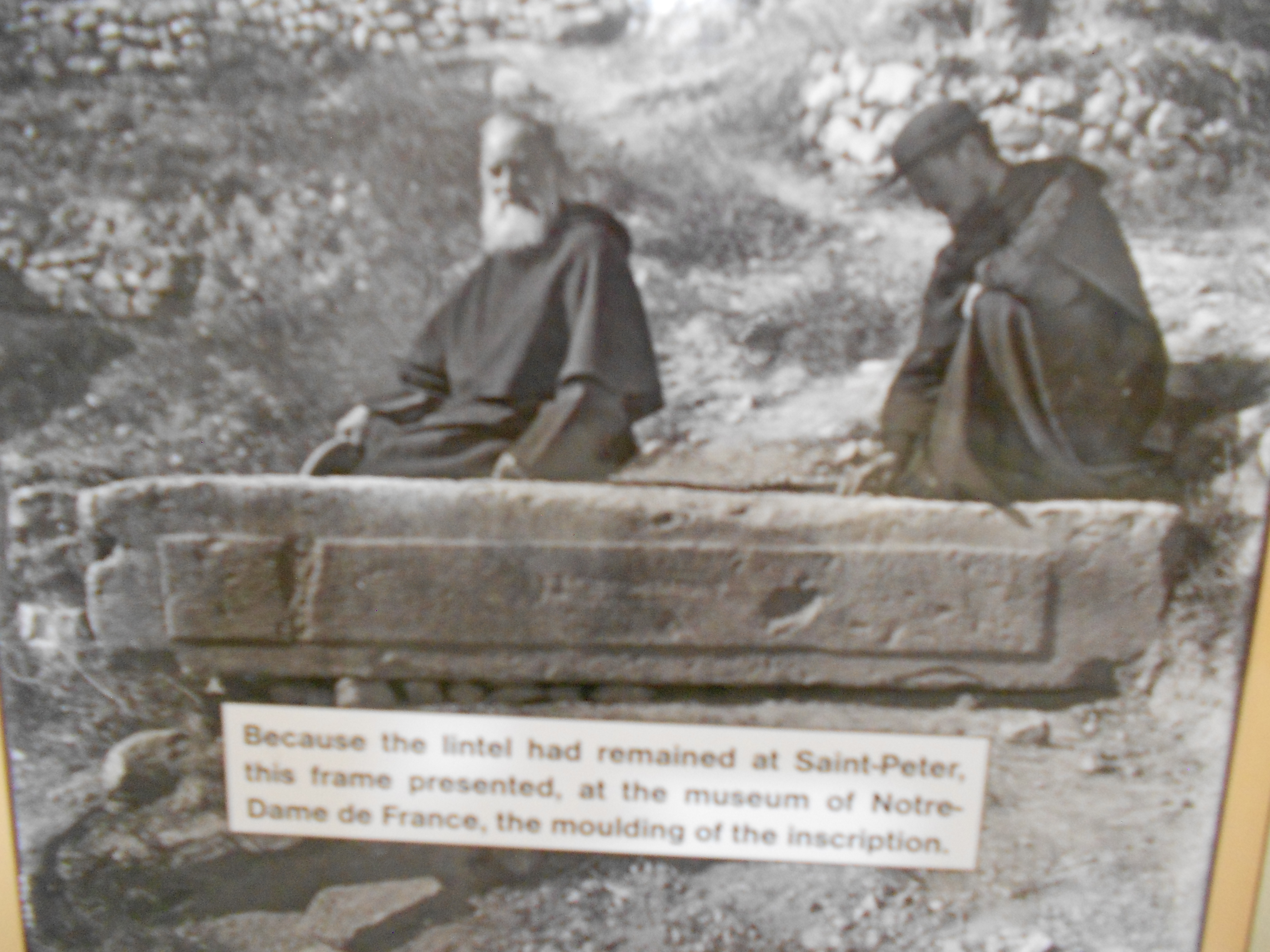
Le père Joseph devant un linteau lors de fouilles

Le Père Joseph Germer-Durand, grâce aux fouilles réalisées au Mont Sion de 1887 à 1911, a ouvert une nouvelle période dans la connaissance du site de Saint-Pierre en Gallicante.
Il créa à Notre-Dame-de-France un musée où il rassemblait d’abord les pièces archéologiques trouvées à Saint-Pierre. Par la suite, grâce à divers apports, il put enrichir ses collections. De ce musée, détruit au cours de la guerre israélo-arabe de 1948-1949 et livré au pillage, quelques pièces ont pu être récupérées, qui font l’objet d’une exposition permanente au sein du mémorial Joseph Germer-Durand, situé à Saint-Pierre en Gallicante.